# Hansjörg Salmony
Hansjörg Alfred Salmony (* 16. Februar 1920 in Köln; † 17. Februar 1991 in Basel) war ein deutscher Philosoph und Professor für Philosophie an der Universität Basel.

## Leben und Werk
Hansjörg Salmony entstammte einer deutsch-jüdischen Familie und emigrierte 1938 zunächst nach Belgien, dann nach Frankreich, wo er im Lager von Saint-Cyprien interniert wurde, jedoch ausbrechen und in die Schweiz fliehen konnte. Dort immatrikulierte er sich 1942 an der Universität Basel, wurde 1948 von Herman Schmalenbach mit einer Arbeit zu Johann Gottfried Herder promoviert und habilitierte sich 1958 mit einer Arbeit zu Johann Georg Hamann. Von 1956 bis 1961 war er Assistent von Karl Jaspers in Basel und wurde 1961 als Nachfolger von Heinrich Barth dort Professor. Er lehrte bis 1988 und war akademischer Lehrer u. a. von Hans Saner, Anton Hügli und Andreas Cesana. Seine Hauptarbeitsgebiete waren klassische Autoren der Philosophie, insbesondere Immanuel Kant, sowie Fragen einer philosophischen Anthropologie mit pessimistischer Ausrichtung.

## Schriften
- Die Philosophie des jungen Herder. Vineta, Zürich 1949.
- Johann Georg Hamanns metakritische Philosophie. A.G. Zollikon, Basel 1958
- Kants Schrift „Das Ende aller Dinge“. EVZ Verlag, Zürich 1962
- Basler Beiträge zur Philosophie und ihrer Geschichte (Hrsg.) (von H. A. Salmony betreute Dissertationen):
  - Band 1: Franz A. Blankart: Zweiheit, Bezug und Vermittlung. EVZ Verlag, Zürich 1966
  - Band 2: Rolf Kugler: Philosophische Aspekte der Biologie Adolf Portmanns. EVZ Verlag, Zürich 1967
  - Band 3: Karin Schaub: Albert Camus und der Tod. EVZ Verlag, Zürich 1968
  - Band 4: Claus Uwe Hommel: Chiffre und Dogma. Vom Verhältnis der Philosophie zur Religion bei Karl Jaspers. EVZ Verlag, Zürich 1968
  - Band 5: Traugott Weisskopf: Immanuel Kant und die Pädagogik. Beiträge zu einer Monographie. EVZ Verlag, Zürich 1970
  - Band 6: Curt Paul Janz. Die Briefe Friedrich Nietzsches. Textprobleme und ihre Bedeutung für die Biographie und Doxographie. Theologischer Verlag, Zürich 1972
  - Band 7: Anton Hügli: Die Erkenntnis der Subjektivität und die Objektivität des Erkennens bei Søren Kierkegaard. Theologischer Verlag. Zürich 1973
  - Band 8: Odo Urbanitsch: Wissenschaftstheoretische und philosophisch-anthropologische Aspekte der Freudschen Psychoanalyse. Birkäuser Verlag, Basel/Boston 1983
  - Band 9: Andreas Cesana: Johann Jakob Bachofens Geschichtsdeutung. Eine Untersuchung ihrer geschichtsphilosophischen Voraussetzungen. Birkäuser Verlag, Basel/Boston 1983.
  - Band 10: Beat Imhof: Edith Steins philosophische Entwicklung. Leben und Werk (Erster Band). Birkäuser Verlag, Basel/Boston 1987
  - Band 11: Herta Steinbauer: Die Psychoanalyse und ihre geistesgeschichtlichen Zusammenhänge mit besonderer Berücksichtigung von Freuds Theorie der Literatur und seiner Deutung dichterischer Werk. Birkäuser Verlag, Basel/Boston 1987
- Weitere von H. A. Salmony betreute Dissertationen:
  - Hans Saner: Kants Weg vom Krieg zum Frieden. Widerstreit und Einheit. Wege zu Kants politischem Denken. Verlag R. Piper, München 1967.
  - Walo E. Hartmann: Über das Lachen. Zur anthropologischen Bedeutung des Lachenkönnens und des Lachens. Schaffhausen 1998
  - Fritz Ganser: Strukturen des Logos. Zur Phänomenologie des Bewusstseins bei Hermann Schmalenbach. europäische Hochschulschriften. Verlag Peter Lang, Bern 1995